# Initial D Arcade Stage
Pour les articles homonymes, voir Initial D (homonymie).
Initial D Arcade Stage (IDAS) est une série de jeux vidéo de course automobile développée par Sega Rosso, une division de Sega, basée sur l'anime et manga Initial D.

## Liste de jeux
- Initial D Arcade Stage (Arcade, 2002)
- Initial D Arcade Stage Version 2 (Arcade, 2002)
- Initial D Arcade Stage Version 3 (Arcade, 2004)
- Initial D Arcade Stage 4 (Arcade, 2007)
- Initial D Arcade Stage 5 (Arcade, 2009)
- Initial D Special Stage (PlayStation 2, 2003)
- Initial D: Street Stage (PlayStation Portable, 2006)
- Initial D Extreme Stage (PlayStation 3, 2008)
- Initial D Arcade Stage 6 AA (Arcade, 2011)
- Initial D Arcade Stage 7 AAX (Arcade, 2012)
- Initial D Arcade Stage 8 Infinity (Arcade, 2014)
- Initial D Arcade Stage Zero (Arcade, 2017)